# Er (biblisk person)
Er (hebreiska: עֵר), person i Gamla testamentet. Han var bror till Onan och Shela, och son till Juda. När han "väckte Herrens misshag" dödades han, och efterlämnade en änka vid namn Tamar.
Er stavat baklänges betyder "ondska" på hebreiska. Enligt flera judiska rabbiner, bland dem Rashi, hade Er liksom Onan avsiktligt hindrat Tamar från att bli gravid, i Ers fall eftersom han var rädd för att förstöra hennes skönhet.